# Ван Чжи (евнух династии Мин)
Ван Чжи (кит. 汪直 пиньинь wāngzhí 1461 — после 1488) — евнух при восьмом императоре Китая Чжу Цзяньшэне (Чэнхуа), первый глава Западной Ограды, командир элитного подразделения 12-й Пекинской армии. Один из четырёх наиболее известных евнухов династии Мин (Ван Чжэнь, Ван Чжи, Лю Цзинь, Вэй Чжунсян)

## Биография
Ван Чжи родился в 1461 году (в этом мнения большинства историков совпадают, но точная дата его рождения неизвестна) в небольшом селении Датэнся (кит.大藤峡 — dàténgxiá) в уезде Гуйпин провинции Гуанси(кит.广西 — guǎngxī; в настоящее время — Гуанси-Чжуанский автономный округ Китая). Эти земли не так давно вошли в состав Поднебесной Империи, и притеснения со стороны новых хозяев провоцировали мятежи и восстания местных коренных народностей — яо и чжуанов. Семья Ван Чжи принадлежала к народу яо.
В 1467 году (на 3-м году правления Чэнхуа — Чжу Цзяньшэня, 8-го императора династии Мин), когда Ван Чжи было шесть лет, вспыхнуло очередное крестьянское восстание, которое было жестоко подавлено войсками Ли Цзиня и губернатора Чэнь Сина. Многие яо погибли, в том числе родители Ван Чжи, а он сам, как сын мятежника, был захвачен в плен. Его сделали евнухом и отправили в Запретный Город в Пекине, прислуживать в императорском гареме.
Там его заметила любимая супруга императора Вань Чжэньэр (кит. 萬貞兒 — wànzhēnér), которая незадолго до этого потеряла сына (принц умер от болезни, не дожив и до одного года). Драгоценная супруга Вань взяла маленького Ван Чжи под своё покровительство, и с этого момента он становится доверенным слугой в Восточном дворце, где безраздельно властвовала Вань Гуйфэй.
Всё воспитание Ван Чжи было направлено на то, чтобы сделать из него верного слугу императора. Чжу Цзяньшэнь и драгоценная супруга Вань посвящали его в дворцовые секреты и доверяли свои деликатные дела.
В конце 12-го года Чэнхуа (1476г.) во дворце случился инцидент, угрожавший безопасности императора и его семьи. Тёмному даосу Ли Цзылуну(последователь Цзо Дао — ответвление даосизма, секта, использовавшая шаманство, магию, тёмные ритуалы), благодаря подкупу и обману, удалось проникнуть на территорию дворца, чтобы подготовить покушение на императора. В последний момент он был обнаружен, схвачен Императорской Стражей и убит.
Встревоженный этим происшествием, император поручил юному Ван Чжи (ему тогда было 15 лет) самому выбрать себе двух помощников и провести расследование за пределами дворца, чтобы выявить нелояльных подданных и выяснить настроения в народе. Результаты его работы настолько впечатлили Чжу Цзяньшэня, что он поручил Ван Чжи создать новую спецслужбу в противовес коррумпированной Восточной Ограде, функции которой включали бы пресечение заговоров и мятежей, борьбу с коррупцией и казнокрадством, а также расследование прочих государственных преступлений.

### Западная ограда
Эта служба была создана в первом месяце 1477 года (13-го года Чэнхуа) и получила название Западная Ограда (кит.西厂- xīchǎng, Сичан, полное наименование — Западная следственная ограда кит.西缉事厂 — Xī jī shì chǎng, Си цзи ши чан) от места расположения у Сианьских ворот к западу от Запретного Города. Первыми служащими Западной Ограды стали наиболее способные офицеры Императорской Стражи, лично отобранные Ван Чжи.
Пользуясь поддержкой императора и покровительством драгоценной супруги Вань, обладавшей огромным влиянием на монарха, Ван Чжи за короткое время организовал работу Западной Ограды так, что она по статусу стала превосходить и Восточную Ограду, которой командовал евнух Шан Мин, и Императорскую Стражу под руководством Юань Биня.
Уже в год своего основания Западная Ограда (включая своих агентов в провинциях) насчитывала порядка 15 тысяч служащих, что сопоставимо с численностью основного конкурента — Восточной Ограды. Сам Ван Чжи получил должность командующего — тиду кит.提督 tídū (его ещё называли ду-гун кит.督公 — dū gōng или чан-гун кит.厂公 — chǎng gōng, что также означает «командующий, глава Ограды»).
По оценкам историков, скорость и качество расследований в Западной Ограде значительно превышали успехи Восточной Ограды, что привело к возвышению Ван Чжи и упорному противостоянию этих двух ведомств в борьбе за власть.
Даже недоброжелатели отмечали, что Ван Чжи был неподкупным и искренне преданным интересам императора и своей покровительницы — Вань Гуйфэй. Он вступал в противоборство с влиятельными чиновниками и представителями старинной знати и безжалостно боролся с казнокрадством, процветавшим от дальних провинций до кабинетов имперских министерств.
Ван Чжи не принадлежал ни к одной из придворных фракций и чиновничьих группировок, и единственным человеком, которому он служил, был сам император. Зная это, Чжу Цзяньшэнь доверял Ван Чжи больше, чем кому-либо в своём окружении, и несмотря на молодость, Ван Чжи умело справлялся со всеми поручениями императора.
В первый же год своей службы в должности командующего Западной Ограды (1477г) Ван Чжи столкнулся с могущественным старым родом из провинции Фуцзянь. Ян Тай и Ян Е были потомками Ян Жуна — известного и уважаемого министра периода правления Юнлэ и Сюаньдэ. Они пользовались непререкаемым авторитетом, а заодно и безнаказанностью, в том числе благодаря своим родственным связям. К тому же, Ян Е занимал должность начальника Императорской Стражи в Фуцзяни. Никто не осмеливался противостоять семейству Ян, пока новым прокурором Фуцзяни не стал Фэн Цзюнь, который, не имея возможности восстановить закон самостоятельно, собрал жалобы от народа и направил их в столицу. Император Чэнхуа поначалу повелел провести расследование офицерам Императорской Стражи, но те были подкуплены Ян Е и не нашли никаких доказательств совершённых обвиняемыми злоупотреблений. Император усомнился в результатах расследования и поручил Ван Чжи разобраться с этим делом. Не посмотрев на знатность фамилии, тот довольно быстро собрал доказательства бесчинств отца и сына Ян, которые грабили и убивали людей без суда и следствия, устраняли своих политических противников, захватывали землю, произвольно облагали данью торговцев, подкупали чиновников и судей. Виновные были арестованы и подвергнуты пыткам в тюрьме Западной Ограды, где сознались в своих преступлениях.
Могущество Ван Чжи росло с каждым днём, и при дворе стали зло шутить, что «никто не знает императора Поднебесной, но все знают, кто такой евнух Ван». Это раздражало императора, и он стал невольно задумываться о том, как много власти дал совсем ещё молодому евнуху.
Через пять месяцев после основания Западной Ограды недовольные её активной деятельностью высшие чиновники, в числе которых были первый министр Вань Ань, министры Лю Цзи и Лю Хуэй, пожаловались императору на злоупотребления, и Чэнхуа принял решение расформировать Западную Ограду. Ван Чжи вернулся к обязанностям дворцового евнуха.
В то же время, столичный цензор Дай Цзинь высказывался в поддержку Ван Чжи, признавая его заслуги в борьбе с коррупцией, при том, что второй цензор Сюй Юн оставался его противником.
Уже через месяц, оставшись без должной защиты среди неблагонадёжных придворных, Чжу Цзяньшэнь восстановил Западную Ограду и снова призвал Ван Чжи на службу.

### Служба на границе

#### Ляодун
В 1478 году (14-й год правления Чэнхуа) император направил Ван Чжи в Ляодун, к северо-восточным границам Империи, чтобы наладить отношения с племенами чжурчжэней и прекратить постоянные стычки на границе. Ван Чжи применил военную хитрость, заманив чжурчжэньских князей (тайши) на свою территорию и фактически заполучив их в заложники. Ему удалось склонить к миру трёх стражей чжурчжэньской границы, которые, несмотря на принятые обязательства перед Империей Мин, нередко нападали на приграничные территории и грабили китайские земли. Тогда же Ван Чжи заручился поддержкой генерала Чэнь Юэ, охранявшего северную границу на этом участке.
Практика направления дворцовых евнухов — доверенных лиц императора для надзора за войсками существовала со времён правления Юнлэ. В то же время, истории неизвестны примеры, чтобы кто-то из этих евнухов, кроме Ван Чжи, так преуспел в военном деле.
В 1479 году (15-й год правления Чэнхуа) Ван Чжи совместно с войсками Чжу Юна и генерала Чэнь Юэ выступил из Гуаннина и разбил в битве при Цзяньчжоу отряды чжурчжэней, снова собиравшихся разорить приграничные территории, и принудил их подписать капитуляцию. С тех пор в течение более чем 150 лет чжурчжэньские племена не претендовали на земли Поднебесной.
За свои военные заслуги Чжу Юн был пожалован княжеским титулом, Чэнь Юэ получил продвижение по службе, а Ван Чжи был вознаграждён финансово и назначен командовать элитным подразделением 12-й Пекинской армии, защищавшей северные рубежи Империи.
В это время Ван Чжи обвинил в махинациях военного министра Ма Вэньшэна, который использовал служебное положение для получения выгоды и выступал за уступки в пользу мятежных чжурчжэньских вождей. Министр был отправлен в отставку и сослан в провинциальный Чунцин.
В истории Мин принято считать, что Ма Вэньшэна оболгал перед Ван Чжи генерал Чэнь Юэ, имевший разногласия с военным министром и стремившийся занять его должность. Однако Чэнь Юэ так и не стал министром, а получил в управление Ляодун.
В том же 1479 году Ван Чжи по поручению императора расследовал преступления евнуха Тан Липэна, занимавшего пост губернатора Нанкина — южной столицы Империи Мин. Коррумпированный чиновник организовал контрабанду соли на государственных кораблях и получал от этой незаконной деятельности немалый доход. Его люди убили служащего таможни и подкупили многочисленных чиновников в разных городах и уездах, чтобы безнаказанно торговать на чёрном рынке. Ван Чжи разоблачил преступника, и тот был приговорён к смертной казни, которая затем была заменена на тюрьму.

#### Хэтао
Император, признавая заслуги Ван Чжи как в расследованиях, так и на военном поприще, в то же время начал опасаться роста его влияния и видеть в нём угрозу собственному авторитету и власти.
Он решил отдалить Ван Чжи от столицы, лишив тем самым возможности влиять на политические вопросы, и отправил его на северо-западную границу (в район равнины Хэтао) в должности императорского инспектора по делам армии (кит.监军 — jiānjūn, цзянцзюнь) (или, императорского евнуха, надзирающего за делами армии). [Это гражданская должность, которая в то же время позволяла руководить военными чиновниками, как и гражданскими (в отдельных случаях, его называют «военным губернатором», что не совсем корректно)] Одновременно, Ван Чжи оставался главой Западной Ограды и продолжал на расстоянии руководить её деятельностью, изредка возвращаясь на непродолжительное время в Пекин.
Ван Чжи удалось привлечь на службу в Западную Ограду бывшего армейского офицера и мастера ушу Сунь Бо, который раньше был его противником и выступал за его отставку, но Ван Чжи высоко оценил его идеи и оказал ему содействие по внедрению практики боевых искусств в подготовку кадров для армии. По инициативе Ван Чжи, поддержанной императором, в городах и провинциях были организованы школы боевых искусств, а также проводились окружные и императорские экзамены по боевым искусствам для военных наравне с литературными экзаменами для гражданских чиновников.
Ван Чжи совместно с генералом Ван Юэ, который руководил армией в Датуне, успешно оборонял границу в районе Хэтао от монголов, регулярно совершавших набеги на приграничные территории на северо-западе провинции Шэньси.
В начале 1480 года (16-го года правления Чэнхуа), узнав о намерениях монгольского правителя Даян-хана снова разграбить границу, Ван Чжи был вынужден действовать не столько как гражданский чиновник, а больше, как полководец. Монгольский хан со своей армией готовился к походу в своей ставке в Вэйнине, и войска под командованием Ван Чжи и генерала Ван Юэ совершили изнурительный рейд из Юйлиня (город на севере Шэньси), чтобы застигнуть его врасплох и дать ему бой на его собственной территории. Преодолев горные дороги и перевалы в условиях суровой зимы, 20-тысячная армия под командованием Ван Чжи и Ван Юэ вступила в сражение с монголами в районе озера Вэйнин( кит.威宁海 wēiníng hǎi / кит.威宁海子 wēiníng hǎizi, ныне озеро Хуанци (кит.黄旗海 - huángqí hǎi), в настоящее время — территория городского округа Уланчаб (кит.乌兰察布 - wūlánchá bù) в автономном районе Внутренняя Монголия, Китай) и одержала очень значимую победу. Сам Даян-хан бежал с поля боя, а его жена Мандухай, известная воительница и героиня монгольского народа, была убита. Это была тем более важная победа, что со времён императора Юнлэ (то есть, больше ста лет) императорская армия не бывала в степях дальше гор Иншань и не осмеливалась вступить на монгольскую территорию, чтобы прекратить разорительные набеги врага. Ван Чжи и генерал Ван Юэ получили награду от императора: Ван Чжи — очередную прибавку к жалованью, поскольку он был евнухом и не мог быть вознаграждён повышением в чине за военные заслуги, а генерал — почётным титулом бо.
После блестящей победы над монголами многие чиновники и военные искали расположения Ван Чжи, но именно генерал Ван Юэ стал ему настоящим другом и соратником. Ван Юэ был старше лет на двадцать, опытный воин и умелый стратег, побывавший во многих битвах, он был прямым и гордым, и ставил честь и справедливость превыше всего. Он не стал бы искать дружбы с Ван Чжи, если бы не ценил его личных качеств и считал молодым выскочкой.
Ван Юэ сопровождал Ван Чжи в его военных походах и помогал организовать оборону Датуна и западных границ от набегов кочевников.
Во время редких визитов в столицу Ван Чжи продолжал заниматься государственными делами и расследовать преступления.

#### Датун
После того, как в 1481 году монголы напали на Датун (север провинции Шаньси), Ван Чжи с генералом Ван Юэ выдвинулись вслед за отрядами кочевников и разбили врага в сражении у гор Хэйши. Награда Ван Чжи от императора за эту победу была беспрецедентной для династии Мин — он разом получил надбавку к жалованию в 300 ши, при том, что обычная плата чиновника низшего ранга составляла всего 12 ши (Ши или дань 石 (dàn книжн. shí) — единица исчисления оклада чиновника, которой хватало, чтобы купить мешок риса).
С зимы 1482 года (18-й год правления Чэнхуа) Ван Чжи был назначен комендантом (кит.镇守太监 — zhènshǒu tàijiān, чжэньшоу тайцзянь) приграничных крепостей Датун (север Шаньси) и Сюаньфу (в настоящее время — уезд Сюаньхуа, провинция Хэбэй), и все гражданские и военные чиновники были обязаны беспрекословно ему подчиняться. В это время ситуация на границе стабилизировалась, однако император не спешил призвать Ван Чжи в столицу.
После того, как на севере был восстановлен порядок, Ван Чжи принял участие в возвращении Хами, самой западной китайской территории, под контроль Империи Мин (в настоящее время Хами кит.哈密地 hāmì dì — городской округ в Синьцзян-Уйгурском автономном округе Китая, западнее провинции Ганьсу). Эти земли, присоединённые к Поднебесной в 1460 году, были оккупированы Турфанским ханством (кочевое уйгурское государство, расположенное западнее провинции Ганьсу, у границ с Туркестаном), и кочевники регулярно совершали оттуда набеги на западные границы Мин.
Летом 1482 года император направил войска, находившиеся в распоряжении губернатора провинции Ганьсу Ван Цзюня и наместника Хами Хань Шэна, чтобы отвоевать эти территории. Командовать армией из десяти тысяч солдат он поручил Ван Чжи, отозвав его из Датуна. Ван Чжи руководил походом против кочевников и, одержав значимую победу в битве у Янсуй, изгнал уйгуров за пределы Империи.
Тогда же Ван Чжи отправил в отставку заместителя командующего армией Чжу Цзяня и нескольких подчинённых за халатное отношение к службе, которое повлекло гибель солдат. Чжу Цзянь был арестован и отправлен в столицу, где заточён в тюрьму и приговорён к смертной казни.
Находясь в основном вдали от столицы, Ван Чжи интересовался прошлой экспансией Мин за Запад в период правления Юнлэ и стремился изучить документы о морских путешествиях евнуха Чжэн Хэ, чтобы продолжить освоение западных территорий. Получив поддержку императора, он обратился с запросом в Военное министерство, где хранились архивы, однако получил отказ со ссылкой на то, что документы утеряны. Архивы путешествий Чжэн Хэ на Запад действительно были утрачены, и обстоятельства их исчезновения до сих пор остаются загадкой для историков.
Ван Чжи и Ван Юэ ходатайствовали перед императором о возвращении в Пекин, потому что дела в Датуне значительно наладились. Однако Чэнхуа, попавший к тому моменту под влияние Шан Мина и министров, всегда считавших Ван Чжи угрозой своему положению при дворе, не спешил вернуть его в столицу. Более того, он отправил Ван Юэ в Нанкин, а командующим армией в Датуне назначил генерала Сюй Нина.
Между Ван Чжи и Сюй Нином сразу же начались разногласия. Сюй Нин постоянно оспаривал решения Ван Чжи, хотя по своему положению должен был ему подчиняться, и боролся с ним за власть. Это привело к несогласованным действиям по защите Датуна, когда снова возникла угроза нападения монголов. Сюй Нин отказался выдвинуть войска наперерез монгольской армии и предпочёл спрятаться за стенами города. Императору донесли, что это Ван Чжи, а не его оппонент, препятствует организации обороны, и Чжу Цзяньшэнь принял решение сместить Ван Чжи с поста коменданта Датуна.

### Отставка
Оставаясь долгое время вдали от столицы и Двора и командуя войсками у северных и западных границ, Ван Чжи всё больше утрачивал своё влияние на императора. В то же время, его авторитет среди военных благодаря его победам над кочевниками укреплялся, и это беспокоило придворных и самого Чжу Цзяньшэня.
Под влиянием приближённых министров в марте 1483 года (19-го года правления Чэнхуа), император расформировал Западную Ограду и отправил Ван Чжи в отставку (в возрасте 22 лет), сослав на провинциальную должность в Нанкине.
Его место в Датуне занял придворный евнух Цай Синь, исполнявший свои обязанности лишь формально и никак не вмешивавшийся в дела армии. Император направил в Датун Ли Жуна — одного из приближённых евнухов, который был дружен с Ван Чжи ещё со времён, когда они оба служили его величеству при дворе, чтобы передать указ об отставке.
Чиновники в столице требовали от императора не ограничиться отставкой и отдать Ван Чжи под суд за якобы совершённые им злоупотребления властью, но не преуспели. По мнению отдельных исследователей периода правления Чэнхуа, император никогда не собирался наказывать Ван Чжи, потому что тот всегда действовал в интересах императора. А эта отставка и ссылка с понижением в должности должна была стать защитой от жаждущих его крови политических противников.
Чжу Цзяньшэнь отправил в Нанкин и евнуха Ли Жуна, поддержавшего Ван Чжи против Шан Мина при решении вопроса о расформировании Западной Ограды.
Пострадали не только сторонники Ван Чжи, но и его противники: в течение следующего года (20-го года правления Чэнхуа) лишились своих постов министры Вань Ань и Лю Цзи, а Шан Мин был изгнан с позором за взяточничество.
О дальнейшей судьбе Ван Чжи после его фактической ссылки в Нанкин исторические хроники умалчивают, хотя имеются отдельные заметки, датированные первым годом правления Хунчжи (сына Чэнхуа — Чжу Ютана) (это 1488 год, Ван Чжи было около 27лет) о том, что Ван Чжи продолжал исполнять административные функции в Южной столице. В частности, сохранились сведения о жалобе, поданной новому императору нанкинским чиновником Чжоу Цунши, в которой тот требовал отстранить Ван Чжи от должности и привлечь к ответственности за злоупотребления, допущенные при прежнем императоре. За это клеветник сам угодил в тюрьму, но вскоре был освобождён, однако получил от императора отказ в удовлетворении своей жалобы.

## Оценка деятельности Ван Чжи и интересные исторические факты
Историки по-разному оценивают вклад Ван Чжи в политическую жизнь и государственное управление периода правления Чэнхуа. Многие хронисты эпохи Мин называют его злонамеренным евнухом, узурпировавшим власть совместно с драгоценной супругой Вань. Но при этом, стоит иметь в виду, что историю династии Мин (включая наиболее масштабный труд — «Хроники династии Мин» кит.明实录 Míng shílù, мин шилу) писали чиновники-учёные, вечно враждовавшие с придворными евнухами, и именно административный чиновничий аппарат, погрязший во взяточничестве и кумовстве, больше всего пострадал от деятельности Ван Чжи и возглавляемой им Западной Ограды.
В то же время, ряд источников (в том числе со ссылками на современников Чэнхуа) отмечает военные достижения Ван Чжи, его успехи в наведении порядка на границе и предпринятые им реальные действия (безусловно, соответствовавшие жестокому духу времени) по борьбе с коррупцией и защите интересов трона.
Ван Чжи в официальной историографии Китая входит в число «четырёх великих евнухов династии Мин», оказавших наибольшее влияние на развитие государства, наравне с Ван Чжэнем (периода правления императора Тяньшунь — отца Чэнхуа), Лю Цзинем (периода правления императора Чжэндэ — начало 16-го века) и Вэй Чжунсянем (периода правления Тяньци, начало 17-го века).
«История династии Мин» (кит.明史 Míng Shǐ, мин ши) и более ранние хроники приводят эпизоды, когда Ван Чжи действовал по справедливости и не руководствовался личными амбициями. Так, несмотря на имевшиеся противоречия с губернатором провинции Чжэцзян Ян Цзицзуном, который принадлежал к дворцовой партии его противников, Ван Чжи признавал его таланты в государственном управлении, честность и неподкупность, и заступался перед императором, когда другие чиновники пытались обвинить Ян Цзицзуна в излишней грубости и неумении вести дела.
Когда Ван Чжи отправлялся патрулировать границу по приказу императора, все провинциальные губернаторы должны были признавать его полномочия и кланяться ему, выражая почтение. Только Цинь Хун, губернатор провинции Хэнань, отказывался кланяться и открыто выступал против политики Ван Чжи при дворе. Тем не менее, Ван Чжи относился к Цинь Хуну с уважением, потому что тот был честным и неподкупным служащим, верным своим убеждениям. Когда Ван Чжи вернулся в Пекин и император Чэнхуа спросил его, все ли губернаторы добродетельны, Ван Чжи отметил Цинь Хуна как талантливого и справедливого человека, сказав при этом: «Быть добродетельным — значит быть честным».
На 16-м году правления Чэнхуа Военное министерство использовало своего офицера Сунь Бо, чтобы оклеветать Ван Чжи перед императором. Узнав об обвинениях, выдвинутых им в отношении Западной Ограды, Ван Чжи лично встретился в Сунь Бо и заставил обосновать свою позицию. Тот был красноречив и искренне переживал за благо страны, и Ван Чжи вместо того, чтобы отправить его в тюрьму, предложил поступить на службу в Западную Ограду и убедиться, что там не делается ничего в ущерб государству. Сунь Бо был известным мастером боевых искусств и убедил Ван Чжи в необходимости обучения военных так же, как гражданские чиновники обучаются литературе. Ван Чжи представил эту идею императору и добился учреждения экзаменов по боевым искусствам для военных, что способствовало внедрению боевых искусств в регулярную подготовку армии. Впоследствии Сунь Бо сопровождал Ван Чжи в его военных походах, участвовал вместе с ним в битве при Вэйнинхае, верно ему служил и восхвалял его искусство стратегии. После нескольких лет на границе Сунь Бо получил от Ван Чжи награду и был назначен губернатором провинции Шаньси.

### Ян Фу
Согласно некоторым историческим записям, у Ван Чжи был двойник — человек, который был очень похож на него внешне. Это был Ян Фу из провинции Цзянси. Однажды его приятель, побывавший в столице, рассказал ему о его сходстве с могущественным евнухом, и Ян Фу решил прокрутить мошенничество. Вместе с этим приятелем они отправились на юг, в Ханчжоу и Сучжоу, и везде выдавали себя за Ван Чжи и его помощника. Чиновники изо всех сил старались им угодить, а простые люди, услышав о приезде Ван Чжи, несли ему свои жалобы и просили о справедливости. Фальшивый Ван Чжи знал, что Ван Чжи настоящий не берёт взяток, и людям известно об этом, поэтому изображал из себя честного служащего императора, в то время как его приятель инспектировал склады и торговые заведения и не гнушался брать мзду за то, что не донесёт Ван Чжи о выявленных нарушениях. В конце концов, этой хитроумной мошеннической схеме пришёл конец, когда евнух Лу Шэн из Фучжоу обнаружил, что у фальшивого «помощника» нет охранной таблички, которая имелась у каждого чиновника — и разумеется, должна быть у служащих Западной Ограды. Ян Фу с приятелем были арестованы, допрошены с пристрастием и казнены.

## Ван Чжи в литературе и экранизациях
- «Небесный мастер Чжун Куй» — тайваньский телесериал 1995-1996 гг. Роль Ван Чжи сыграл Бай Ин.
- «Гарем императора» — китайский телесериал 2011 года. Роль исполнил Тан Яовэнь.
- «Врата дракона» — китайский фильм 2011 года. Чэнь Кунь сыграл Юй Хуатяня, прототипом которого является Ван Чжи.
- «Медицинский центр весельчака 2» — китайский телесериал 2015 года. Роль исполнил Чжан Янь.
- «14-й год правления императора Чэнхуа» — китайский даньмэй веб-роман, написанный Мэн Сиши в 2015 году. Состоит из 169 глав. Ван Чжи один из главных героев.
- «Сыщик династии Мин» — китайский телесериал 2020 года, снятый по роману Мэн Сиши «14-й год правления императора Чэнхуа». Роль исполнил Лю Яо Юань.